# Wioślarstwo na Letnich Igrzyskach Olimpijskich 2000
Wyniki zawodów w wioślarstwie na Letnich Igrzyskach Olimpijskich 2000.

## Medaliści

### Mężczyźni
| Konkurencja:                 | Złoto: | Srebro: | Brąz: |
| jedynka                      | Rob Waddell | Xeno Müller | Marcel Hacker |
| dwójka podwójna              | Luka Špik Iztok Čop | Olaf Tufte Fredrik Bekken | Giovanni Calabrese Nicola Sartori |
| dwójka podwójna wagi lekkiej | Tomasz Kucharski Robert Sycz | Elia Luini Leonardo Pettinari | Pascal Touron Thibaud Chapelle |
| dwójka bez sternika          | Michel Andrieux Jean-Christophe Rolland                                                                                                | Ted Murphy Sebastian Bea | Matthew Long James Tomkins |
| czwórka wagi lekkiej         | Laurent Porchier Jean-Christophe Bette Yves Hocdé Xavier Dorfman                                                                       | Simon Burgess Anthony Edwards Darren Balmforth Robert Richards                                                                         | Søren Madsen Thomas Ebert Eskild Ebbesen Victor Feddersen                                                                                                 |
| czwórka podwójna             | Agostino Abbagnale Alessio Sartori Rossano Galtarossa Simone Raineri                                                                   | Jochem Verberne Dirk Lippits Diederik Simon Michiel Bartman                                                                            | Marco Geisler Andreas Hajek Stephan Volkert André Willms                                                                                                  |
| czwórka bez sternika         | James Cracknell Steve Redgrave Tim Foster Matthew Pinsent                                                                              | Walter Molea Riccardo Dei Rossi Lorenzo Carboncini Carlo Mornati                                                                       | James Stewart Ben Dodwell Geoffrey Stewart Bo Hanson |
| ósemka                       | Andrew Lindsay Ben Hunt-Davis Simon Dennis Louis Attrill Luka Grubor Kieran West Fred Scarlett Steve Trapmore Rowley Douglas (sternik) | Christian Ryan Alastair Gordon Nick Porzig Robert Jahrling Mike McKay Stuart Welch Daniel Burke Jaime Fernandez Brett Hayman (sternik) | Igor Francetić Tihomir Franković Tomislav Smoljanović Nikša Skelin Siniša Skelin Krešimir Čuljak Igor Boraska Branimir Vujević Silvijo Petriško (sternik) |

### Kobiety
| Konkurencja:                 | Złoto: | Srebro: | Brąz: |
| jedynka                      | Kaciaryna Karsten | Rumjana Nejkowa | Katrin Rutschow-Stomporowski |
| dwójka podwójna              | Jana Thieme Kathrin Boron | Pieta van Dishoeck Eeke van Nes | Birute Sakickiene Kristina Poplavskaja |
| dwójka podwójna wagi lekkiej | Constanța Burcică Angela Alupei | Valerie Viehoff Claudia Blasberg | Christine Collins Sarah Garner |
| dwójka bez sternika          | Georgeta Damian Doina Ignat | Rachael Taylor Kate Slatter | Melissa Ryan Karen Kraft |
| czwórka podwójna             | Manja Kowalski Meike Evers Manuela Lutze Kerstin Kowalski | Guin Batten Gillian Lindsay Katherine Grainger Miriam Batten                                                                                           | Oksana Dorodnowa Irina Fiedotowa Julija Lewina Łarisa Mierk                                                                                        |
| ósemka                       | Georgeta Damian Viorica Susanu Ioana Olteanu Veronica Cochela Maria Magdalena Dumitrache Elisabeta Lipă Liliana Gafencu Doina Ignat Elena Georgescu (sternik) | Anneke Venema Carin ter Beek Nelleke Penninx Pieta van Dishoeck Eeke van Nes Tessa Appeldoorn Marieke Westerhof Elien Meijer Martijntje Quik (sternik) | Heather McDermid Heather Davis Dorota Urbaniak Theresa Luke Emma Robinson Alison Korn Laryssa Biesenthal Buffy Alexander Lesley Thompson (sternik) |

## Klasyfikacja medalowa
| Klasyfikacja medalowa | Klasyfikacja medalowa | Klasyfikacja medalowa | Klasyfikacja medalowa | Klasyfikacja medalowa | Klasyfikacja medalowa |
| --------------------- | --------------------- | --------------------- | --------------------- | --------------------- | --------------------- |
| Miejsce               | Reprezentacja         | Złoto                 | Srebro                | Brąz                  | Razem                 |
| 1.                    | Rumunia               | 3                     | 0                     | 0                     | 3                     |
| 2.                    | Niemcy                | 2                     | 1                     | 3                     | 6                     |
| 3.                    | Wielka Brytania       | 2                     | 1                     | 0                     | 3                     |
| 4.                    | Francja               | 2                     | 0                     | 1                     | 3                     |
| 5.                    | Włochy                | 1                     | 2                     | 1                     | 4                     |
| 6.                    | Białoruś              | 1                     | 0                     | 0                     | 1                     |
| 6.                    | Nowa Zelandia         | 1                     | 0                     | 0                     | 1                     |
| 6.                    | Polska                | 1                     | 0                     | 0                     | 1                     |
| 6.                    | Słowenia              | 1                     | 0                     | 0                     | 1                     |
| 10.                   | Australia             | 0                     | 3                     | 2                     | 5                     |
| 11.                   | Holandia              | 0                     | 3                     | 0                     | 3                     |
| 12.                   | Stany Zjednoczone     | 0                     | 1                     | 2                     | 3                     |
| 13.                   | Bułgaria              | 0                     | 1                     | 0                     | 1                     |
| 13.                   | Norwegia              | 0                     | 1                     | 0                     | 1                     |
| 13.                   | Szwajcaria            | 0                     | 1                     | 0                     | 1                     |
| 16.                   | Kanada                | 0                     | 0                     | 1                     | 1                     |
| 16.                   | Chorwacja             | 0                     | 0                     | 1                     | 1                     |
| 16.                   | Dania                 | 0                     | 0                     | 1                     | 1                     |
| 16.                   | Litwa                 | 0                     | 0                     | 1                     | 1                     |
| 16.                   | Rosja                 | 0                     | 0                     | 1                     | 1                     |